# Josephine (Texas)
Pour les articles homonymes, voir Joséphine.
Josephine est une ville située en limite des comtés de Collin et de Hunt au Texas, aux États-Unis,. La ville est fondée en 1888 et incorporée en 1955.

## Démographie
Lors du recensement de 2010, la ville comptait une population de 812 habitants. Elle est estimée, en 2018, à 1 692 habitants.

### Source de la traduction
- (en) Cet article est partiellement ou en totalité issu de l’article de Wikipédia en anglais intitulé « Josephine, Texas » (voir la liste des auteurs).